# Saint-Basile-de-Tableau
Saint-Basile-de-Tableau ou Tableau est un hameau situé entre la municipalité de paroisse de Sainte-Rose-du-Nord et le territoire non organisé de Mont-Valin au Québec. Situé dans une crique du fjord du Saguenay, il est face au Tableau, une paroi rocheuse lisse qui surplombe la rivière Saguenay.

## Territoire

### Climat
| Mois                     | jan. | fév. | mars | avril | mai | juin | jui. | août | sep. | oct. | nov. | déc. | année |
| ------------------------ | ---- | ---- | ---- | ----- | --- | ---- | ---- | ---- | ---- | ---- | ---- | ---- | ----- |
| Température moyenne (°C) | −16  | −14  | −7   | 2     | 10  | 15   | 18   | 16   | 11   | 5    | −3   | −11  | 2     |
| Précipitations (mm)      | 84   | 69   | 57   | 65    | 105 | 112  | 142  | 117  | 130  | 110  | 85   | 100  | 1 176 |
| dont pluie (mm)          | 6    | 7    | 16   | 45    | 105 | 112  | 142  | 117  | 130  | 103  | 44   | 7    | 834   |
| dont neige (cm)          | 78   | 62   | 41   | 20    | 1   | 0    | 0    | 0    | 0    | 7    | 51   | 93   | 353   |

## Histoire

### Exploration et premières présences
Avant l'arrivée des premiers colons, l'anse du Tableau et la petite vallée dans laquelle s'écoule le ruisseau du Grand Lac constituent un lieu de portage vers les territoires de chasse des tribus montagnaises des rives de la rivière Saguenay. Bien que des explorateurs et marchands européens naviguent sur le Saguenay depuis le XVIIe siècle, passant inévitablement devant l'anse, il faut attendre la seconde moitié du XIXe siècle pour y voir l'installation de premiers habitants permanents.
Les premiers abatis à Tableau sont effectués par le métis montagnais Jacques Bacon tout à la fin des années 1830, pendant que les premiers colons venus de Charlevoix s'établissent à Grande-Baie et à Chicoutimi, en amont sur la rivière Saguenay. La tradition orale raconte que la société Morin, constitué de membres de la famille d'un dénommé Israël Morin, construit une petite scierie sur le ruisseau du Grand Lac vers 1840. Elle est vendue et les droits de coupe sont cédés aux frères Côté après quelques mois d'opération. Enfin, William Price acquiert la scierie et les droits de coupe des frères Côté en 1842 en plus de toutes celles de la Société des Vingt et un.
La Société Historique du Saguenay estime la vente des terrains des frères Côté entre 1854 et 1856. L'acheteur de ces lots et le premier résident de Tableau, Résimond Villeneuve, fils de Basile Villeneuve de la Société des Vingt et un, s'installe avec sa famille à cette époque dans l'anse du Tableau. Pendant plus de 20 ans, ils en sont les seuls habitants. En 1880, trois familles de Chicoutimi et Saint-Alphonse de Bagotville viennent s'installer dans le hameau. Ils repartiront l'année suivante. De 1884 à 1887, il n'y a plus personne à Tableau.